# Nicole Lambert
Pour les articles homonymes, voir Lambert.
Œuvres principales
- Les Triplés

Nicole Lambert, née le 8 septembre 1948 à Paris, est une créatrice de bande dessinée française.
Elle est surtout connue pour sa série Les Triplés, créée en 1983.

## Biographie
Nicole Lambert est la fille unique de parents qui sont eux-mêmes enfants uniques. Sa mère, France Asselin, est comédienne et meurt  lorsque sa fille a onze ans.

### Mannequin puis styliste et designer
Nicole Lambert devient mannequin vers 1964, à 16 ans, et se produit dans de nombreux pays,.
À partir de 1969, elle suit les cours de l'École des arts décoratifs et de l'École des beaux-arts,.
Elle devient ensuite styliste et designer dans le domaine des jouets, des meubles et des vêtements pour enfants. Elle produit aussi des affiches, ainsi que des illustrations pour des revues comme Elle, Parents, Baby mini, Petit faune.

### Bande dessinée:Les Triplés
Ayant toujours dessiné, Nicole Lambert s'essaye à la bande dessinée. Cherchant un personnage, elle s’inspire de son filleul, qu'elle décline sous forme de jumeaux. Un troisième enfant s'ajoute sur la planche, ce sont donc des triplés.
Nicole Lambert publie Les Triplés à partir de 1983 dans l'hebdomadaire Madame Figaro. C'est une bande dessinée humoristique mettant en scène trois jeunes triplés, à raison d'une planche par semaine.
Les Triplés sont adaptés en dessin animé en 1986,. Leur bande dessinée est reprise chaque semaine dans plusieurs pays, et fait l'objet de publication en grands albums cartonnés et en mini albums.
Nicole Lambert crée sa maison d'édition en 1998. Elle y publie de nouveaux albums des Triplés, et les Petits européens en 2004.
Elle sort en 2014 un album rétrospectif, 30 ans avec les Triplés.

## Albums

### Grands albums à dos toilé
1. Les Triplés, 1985.
2. Les Triplés dans la maison, 1987.
3. Les Triplés aident leur mère, 1988.
4. Les Triplés imaginent...
5. Les Triplés font la fête.
6. L'ABC des farces.
7. Les Triplés et Toto, 1998.
8. Les Triplés sur des roulettes, 2002.
9. À quoi on joue ?, 2003.
10. Hyper anniversaire.
11. T'as vu maman ?!!
12. Les Triplés à Paris.
13. Les Triplés portent bonheur.
14. Les Triplés champions de bêtises.
15. Le cirque des triplés.

- Recette de chefs pour 3 petits gourmands, Flammarion.
- 30 ans avec les Triplés depuis leur création, toute l'histoire des Triplés et de leur auteur.
- L'album de bébé des Triplés.

### Petits albums
- Les Triplés et les bêtises.
- Les Triplés et leur super grand-père.
- Les Triplés dans le jardin.
- Monde Moderne.
- Frères et Sœurs.
- Les Triplés et les bonbons.
- Les Triplés et le mariage.
- Les Triplés et leur maman chérie.
- Les Triplés à l'école.
- Les Triplés à la mer.

### Nouvelle collection thématique
- 123... Triplés !
- Les Triplés à la montagne.
- Les Triplés à la plage.
- Les Triplés à l'école.
- Les Triplés à Paris.
- Les Triplés au mariage.
- Les Triplés exagèrent.
- Les Triplés fêtent Noël.

### Collection Nouna
- Les Aventures de Nouna la Nouille.

### Collection Petits Terriens
- Petits Européens.
- Petits Français.

### Documentation
- Nicole Lambert (int. par Morgan Boëdec), « Triplés back », BoDoï, no 69,‎ décembre 2003, p. 6-8.